# Anton Stepanovič Čalikov
Anton Stepanovič Čalikov (rusko Антон Степанович Чаликов), ruski general gruzinskega rodu, * 1754, † 1821.
Bil je eden izmed pomembnejših generalov, ki so se borili med Napoleonovo invazijo na Rusijo; posledično je bil njegov portret dodan v Vojaško galerijo Zimskega dvorca.

## Življenje
Leta 1774 je vstopil v Preobraženski polk in že istega leta se je udeležil kampanje proti Turkom. Leta 1778 je bil premeščen v Černigovski karabinjerski polk, s katerim se je udeležil turške kampanje v letih 1789-92. Leta 1790 je bil povišan v majorja, nato pa je bil naslednje leto premeščen v Peterburški dragonski polk; v sestavi tega polka se je udeležil zatrtja poljskega upora leta 1794. 
Leta 1796 je bil premeščen v Sumijski huzarski polk; tu je bil leta 1798 povišan v podpolkovnika. S polkom se je udeležil italijansko-švicarske kampanje leta 1799; za zasluge je bil naslednje leto povišan v polkovnika. Udeležil se je bitke pri Austerlitzu, v kateri je bil ranjen. Leta 1807 se je ponovno bojeval proti Francozem. 
3. decembra 1807 je bil imenovan za poveljnika ulanskega polka in 12. decembra istega leta je bil povišan v generalmajorja. Med patriotsko vojno je bil polkovni poveljnik ter istočasno poveljnik 2. brigade lahke gardne konjeniške divizije. Polku je poveljeval vse do 7. decembra 1817; 17. julija 1818 pa je postal poveljnik celotne lahke gardne konjeniške divizije, kateri je poveljeval do smrti. 